# Pablo Álvarez Núñez
Pablo Álvarez Núñez (Oviedo, 14 maggio 1980) è un ex calciatore spagnolo, di ruolo centrocampista.